# クチクラ
クチクラ（ラテン語: Cuticula）は、表皮を構成する細胞がその外側に分泌することで生じる、丈夫な膜である。さまざまな生物において、体表を保護する役割を果たしている。人間を含む哺乳類の毛の表面にも存在する。英語でキューティクル（Cuticle）、日本語で角皮ともいう。
昆虫（特に甲虫）をはじめとする節足動物の場合、クチクラは外骨格を構成するうえ、軟体動物の殻や卵の表面を覆うザラザラした生体物質である。甲殻類ではキチン質という多糖類が主成分で蝋なども含有されている。
植物においては、表皮の外側を覆う透明な膜で、蝋を主成分とする。特に乾燥地や海岸の植物の葉ではよく発達する。また、いわゆる照葉樹林というのは、それを構成する樹木の葉でクチクラ層が発達し、表面が照って見えることに由来する。